# Victoria, die junge Königin
Victoria, die junge Königin (Originaltitel The Young Victoria) ist ein britischer Historien- und Liebesfilm aus dem Jahr 2009 vom kanadischen Regisseur Jean-Marc Vallée. Der Film beschreibt die Ereignisse vor und während der Krönungsfeierlichkeiten von Königin Victoria (Emily Blunt) sowie ihre ersten Regierungsjahre und die Romanze mit Prinz Albert (Rupert Friend) in den 1830er Jahren. Er wurde von Martin Scorsese, Graham King, Sarah Ferguson und Tim Headington produziert. Die Weltpremiere war am 3. März 2009 im Electric Palace in Bridport, Dorset. In den deutschen Kinos startete der Film am 22. April 2010. Der Film erhielt einen Oscar in der Kategorie Beste Kostüme.

## Inhalt
Prinzessin Victoria von Kent, die fern vom Hof aufgewachsen ist, wird im Alter von nur 18 Jahren Königin von England. Die Handlung beginnt mit einem Rückblick auf Ereignisse ein Jahr vor der Thronbesteigung.
Der Haushalt der Duchess of Kent wird bestimmt von Sir John Conroy, der mit Hilfe seiner sogenannten Kensingtonordnung versucht, sich seinen Einfluss zu sichern: Victoria muss im Schlafzimmer ihrer Mutter schlafen, darf nicht alleine die Treppe hinuntergehen und hat kaum Kontakt zur Außenwelt. Conroy hofft, dass Victoria den Thron vor ihrer Volljährigkeit besteigt und dann die Duchess of Kent Regentin wird, die wiederum vollkommen unter seinem Einfluss steht. Wiederholt versucht Conroy, Victoria zu einer Unterschrift zu zwingen, mit der er bei der Thronbesteigung ihr Privatsekretär geworden wäre, die Duchess of Kent toleriert dieses Verhalten gegenüber ihrer Tochter. Gleichzeitig möchte der Onkel Victorias, der belgische König Leopold, die Position seiner Familie in England stärken und sich militärische Unterstützung sichern. Deshalb hegt er schon lange Pläne für eine Ehe zwischen Victoria und seinem Neffen (Victorias Cousin) Prinz Albert von Sachsen-Coburg und Gotha. Bei einem Besuch Alberts in London sind die beiden sich sofort sympathisch. Sie kommen sich in Gesprächen näher, in denen Albert ihr rät zu lernen, „das Spiel besser zu spielen als die anderen“, es beginnt ein Briefkontakt.
Bei der Geburtstagsfeier von König William IV kommt es zum Eklat, als dieser die Duchess in seiner Ansprache öffentlich beschuldigt, ihm Zimmer im Kensington Palace „gestohlen“ zu haben, da er ihr diese nicht zur Verfügung gestellt hatte. Er bringt außerdem seine Hoffnung zum Ausdruck, dass er noch lange genug lebe, so dass es zu keiner Regentschaft mehr kommen müsse. Die Duchess verlässt daraufhin den Saal. Auch der Premierminister Lord Melbourne versucht, sich die Gunst der zukünftigen Königin zu sichern und bietet Victoria seine Hilfe an. Als Victoria schließlich den Thron ohne jede Erfahrung besteigt, verlässt sie sich zunächst ganz auf Lord Melbourne. Albert, der zur Krönung anreist, gibt sie zu verstehen, dass sie im Moment noch nicht heiraten möchte. Sie bezieht den Buckingham Palace, Sir John Conroy spielt keine Rolle mehr in ihrem Haushalt und der Kontakt zu ihrer Mutter beschränkt sich auf ein Minimum. Schon bald nach den Krönungsfeierlichkeiten kommt es mit der sogenannten Hofdamenaffäre zur ersten Krise. Lord Melbourne hatte ihr nur Hofdamen empfohlen, die seiner eigenen Partei nahestanden. Als es nach den Wahlen zu einem Regierungswechsel kommen soll, fordert der eventuelle neue Premierminister Sir Robert Peel, dass die politischen Verhältnisse bei Hof ausgeglichen sein müssten. Victoria weigert sich, dem nachzukommen, schließlich verbleibt Melbourne mit einer Minderheitsregierung an der Macht. Victoria gerät dadurch in die Kritik ihrer Untertanen, wird in der Oper sogar als Mrs. Melbourne beschimpft.
Albert, der die Ereignisse aus der Ferne beobachtet hat, reist nun wieder nach England, um ihr seine Unterstützung anzubieten. Schließlich macht Victoria Albert einen Heiratsantrag, den dieser annimmt. Nach den Flitterwochen ist Victoria schon bald schwanger. Albert versucht, die Hofhaltung zu reformieren, geht der Misswirtschaft von Sir John Conroy auf den Grund, dabei lässt er sich nicht von König Leopold kontrollieren. Als er eine erneute Hofdamenaffäre verhindert, führt dies zu einem Streit zwischen dem jungen Paar, da Victoria keine Einmischung in die Regierungsgeschäfte wünscht. Als Albert bei einem Attentatsversuch auf Victoria ihr das Leben rettet und selbst verletzt wird, versöhnen sich die beiden wieder. Victoria stimmt den Reformen zu und lässt sich zukünftig von Albert unterstützen.

## Historischer Hintergrund und Produktion
Obwohl der Film sich weitgehend an die historischen Tatsachen hält, gibt es doch einige Ungenauigkeiten. So war Prinz Albert bei den Krönungsfeierlichkeiten in Wirklichkeit nicht anwesend. Die Szene, in der Conroy die kranke Prinzessin zu einer Unterschrift zwingen will, entspricht hingegen der Wahrheit. Die Episode um die Rede von König William IV in Windsor, in der er seine Hoffnung zum Ausdruck bringt, dass Victoria ihm direkt, ohne Regentschaft, auf den Thron folgen wird, und damit indirekt die Duchess of Kent kritisiert, hat wirklich stattgefunden. Aber nur zwei Drittel der Rede werden exakt wiedergegeben, die Duchess of Kent verließ dabei nicht den Raum und Prinzessin Victoria brach noch am Tisch in Tränen aus. Lehzen musste tatsächlich den Hof verlassen, aber erst nach der Geburt des zweiten Kindes.
Die Szenen, die in Westminster Abbey spielen, wurden in der Lincoln Cathedral gedreht. Die Szenen, die innerhalb von Buckingham Palace spielen sollen, wurden in Osterley Park, Hounslow gedreht. Weitere Drehorte waren Arundel Castle, West Sussex, Wilton House in der Nähe von Salisbury, Wiltshire, Belvoir Castle und Leicestershire.
Zum Zeitpunkt der Dreharbeiten war Victoria die Königin mit der längsten Regentschaft der britischen Geschichte, was auch in einer Einblendung dargestellt wird. Im September 2015 wurde der Rekord durch Elisabeth II. gebrochen.

## Rezeption
Victoria erhielt ein gutes Presseecho, was sich auch in den Auswertungen US-amerikanischer Aggregatoren widerspiegelt. So erfasst Rotten Tomatoes überwiegend positive Besprechungen und ordnet den Film dementsprechend als „Zertifiziert Frisch“ ein. Laut Metacritic fallen die Bewertungen im Mittel „Grundsätzlich Wohlwollend“ aus.

„Mit unklarem Schwerpunkt, der hin und her schwankt zwischen historischer Romanze und den politischen Intrigen seiner Zeit, fügt sich Victoria nicht zu einem Ganzen. […] Wie fast immer bei britischen Historienfilmen ist dies ein Fest für die Augen. […] Vallée hat ein hervorragendes Auge für diese Epoche wenn auch nicht für die Figuren in seinem Drama (So manches Mal klingen auch die Dialoge irritierend modern.)“

„Ein eindrucksvoll ausgestatteter Kostümfilm, der politische Themen weitgehend meidet und stattdessen auf den schwachen romantischen Part der Geschichte setzt.“

Neben dem Oscar für die besten Kostüme für Sandy Powell, war der Film noch für zwei weitere Oscars – Beste Ausstattung und Bestes Make Up – nominiert. Bei den British Academy Film Awards 2010 gewann der Film jeweils in den Kategorien „Beste Kostüme“ und „Beste Maske“. Außerdem war er u. a. für den Golden Globe (Beste Hauptdarstellerin) und für die British Independent Film Awards 2009 (Beste Hauptdarstellerin) nominiert.